# Westminster (Texas)
Pour les articles homonymes, voir Westminster (homonymie).
Westminster (en anglais [wɛstˈmɪnstər]) est une census-designated place située dans le comté de Collin, dans l’État du Texas, aux États-Unis. Sa population s’élevait à 861 habitants lors du recensement de 2010, contre 390 habitants en 2010, époque à laquelle Westminster était une city.

## Source
- (en) Cet article est partiellement ou en totalité issu de l’article de Wikipédia en anglais intitulé « Westminster, Texas » (voir la liste des auteurs).